# Die Wacht am Rhein

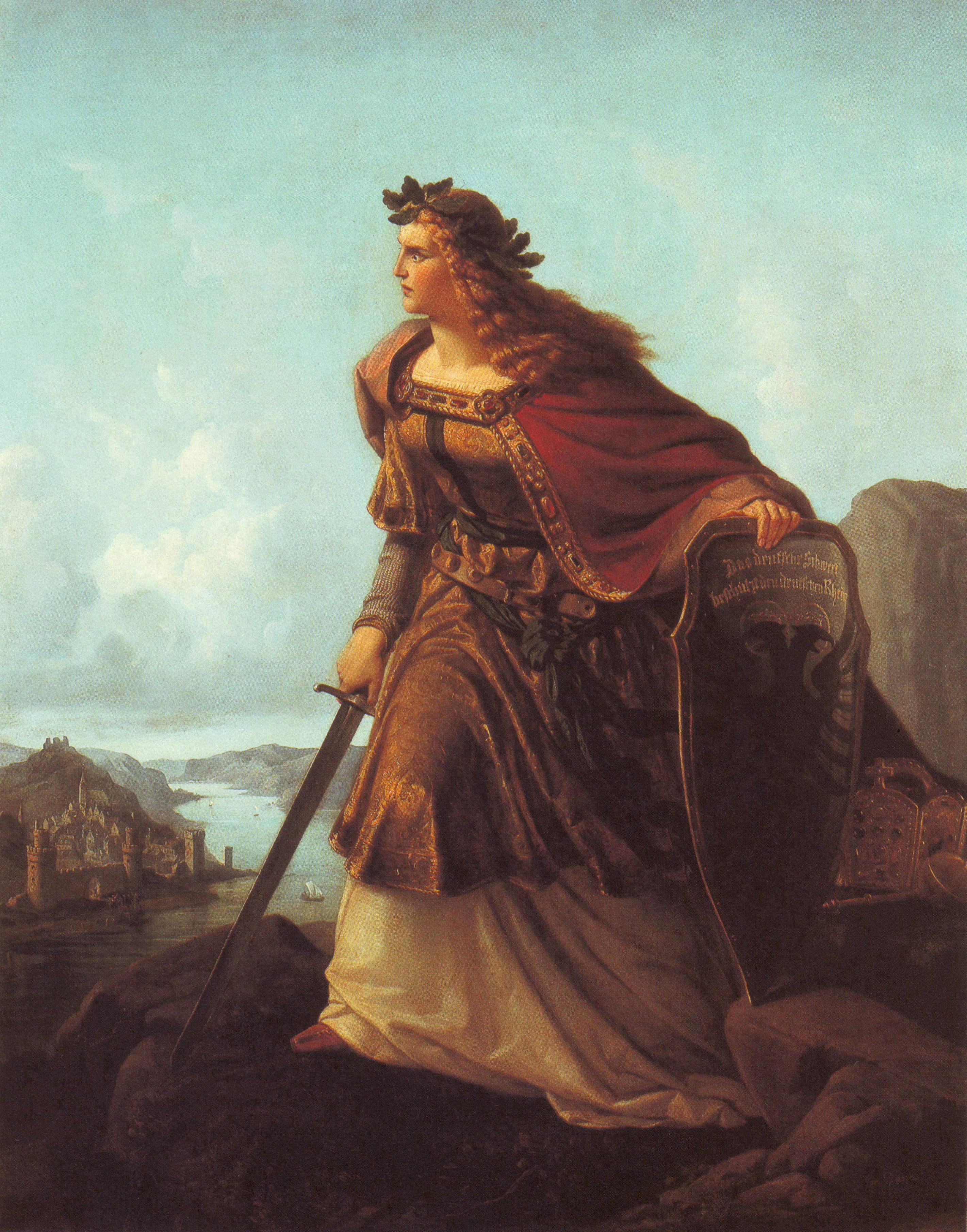
Germania auf der Wacht am Rhein, Gemälde von Lorenz Clasen, 1860

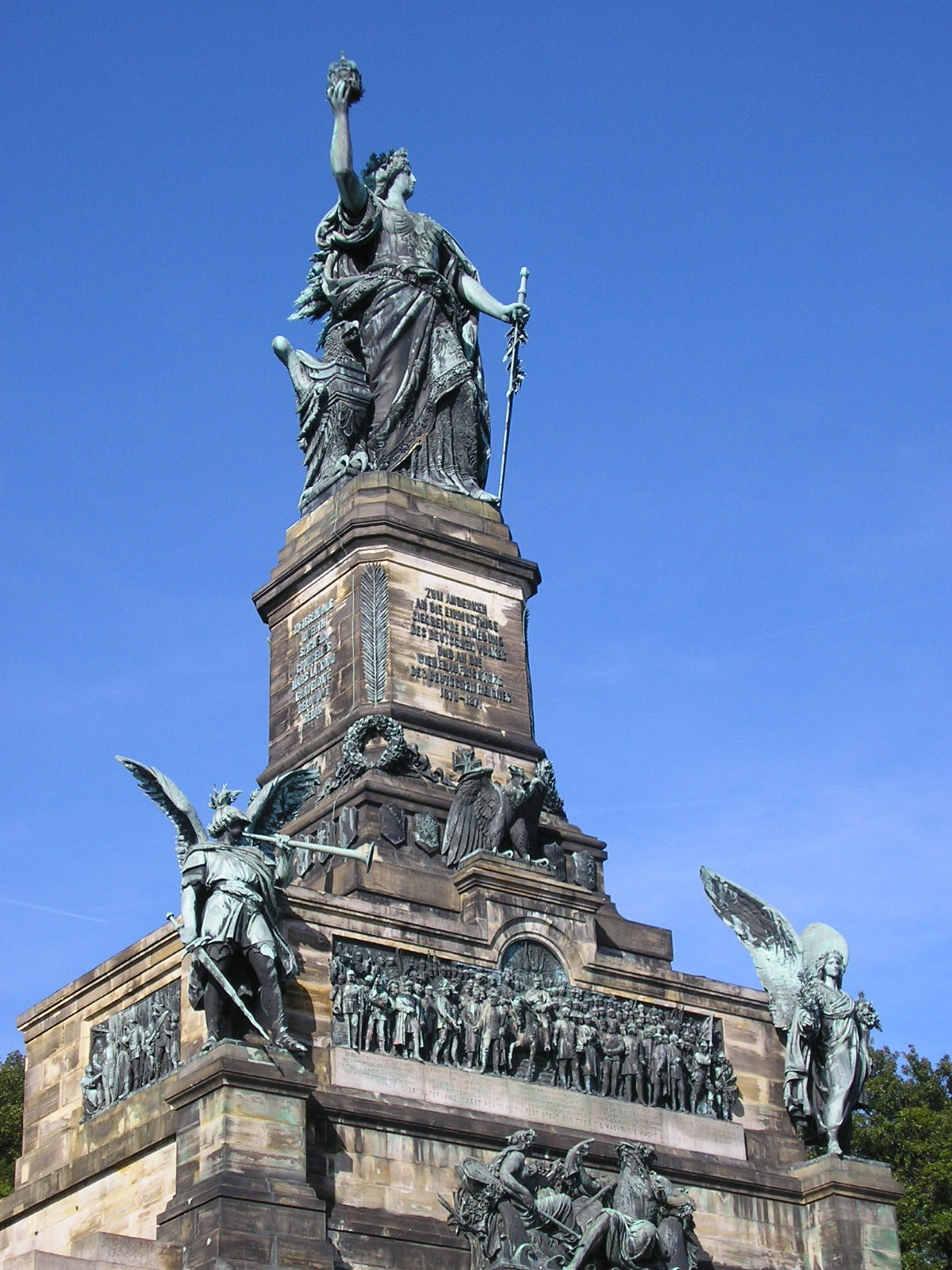
Germania bewacht den Rhein, Niederwalddenkmal von 1883

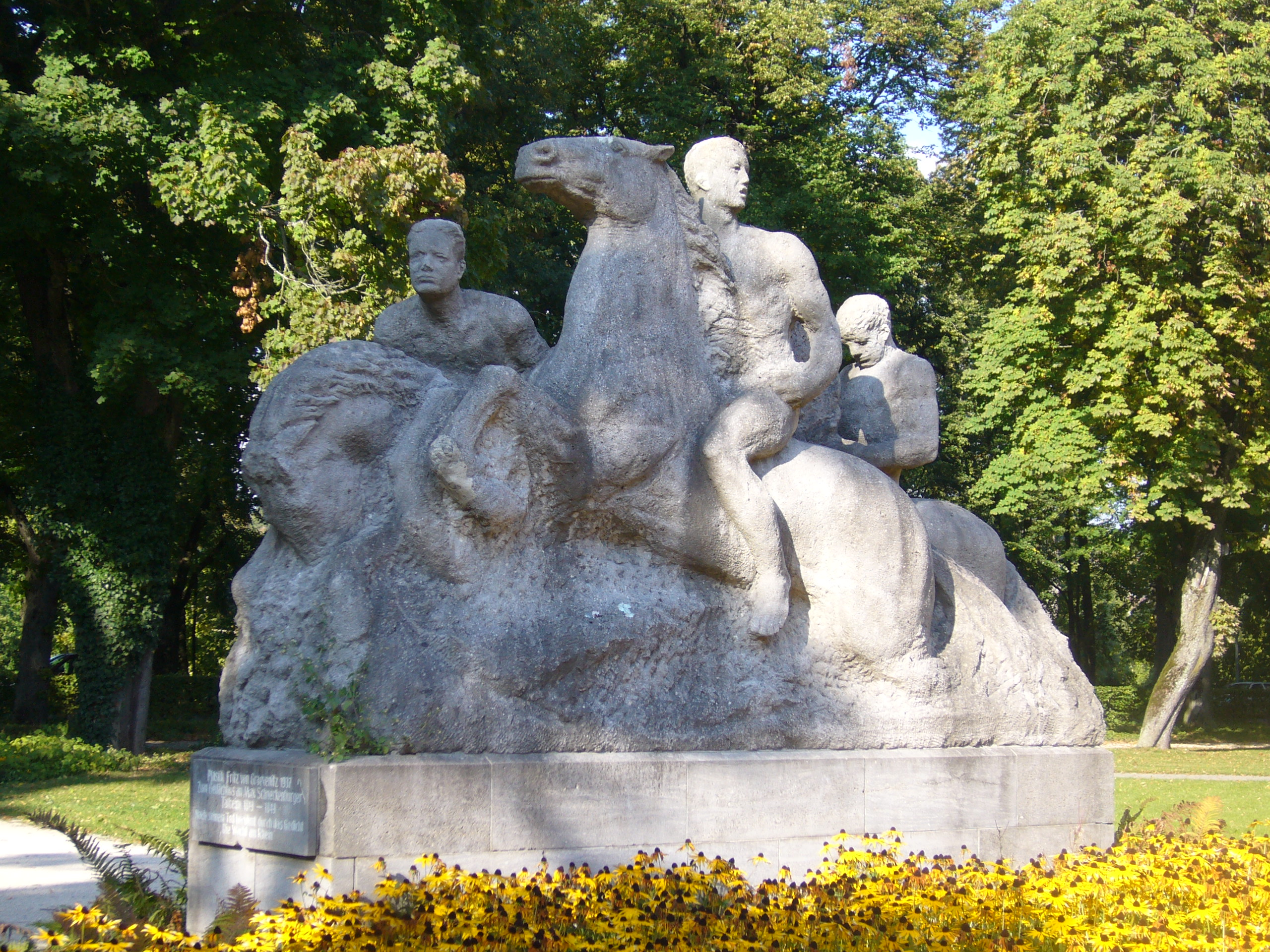
Schneckenburger-Denkmal (Fritz von Graevenitz, 1937) in Tuttlingen, das die Wacht am Rhein symbolisiert

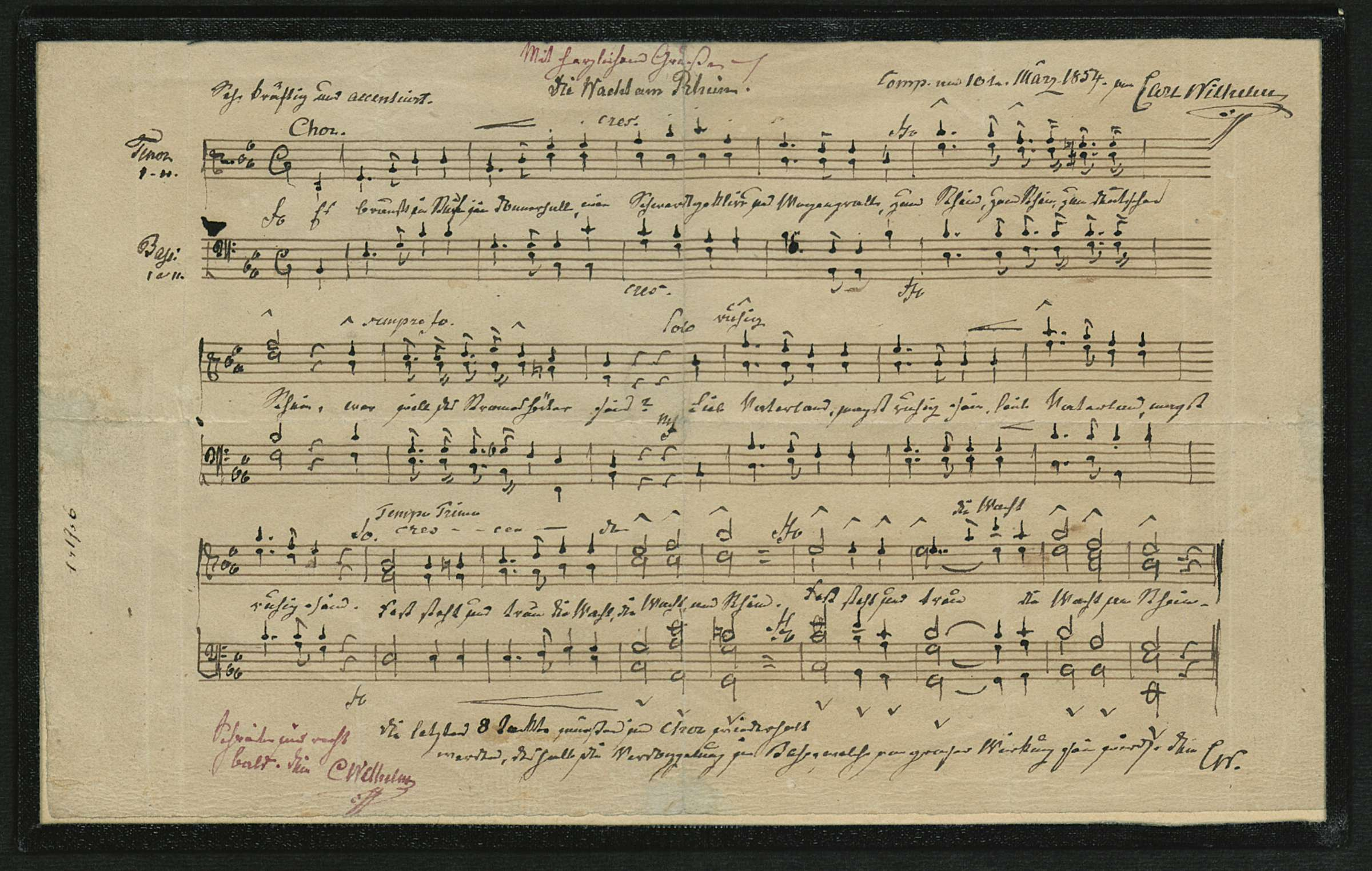
Autograph der Vertonung Carl Wilhelms vom 10. März 1854 aus den Beständen der Staatsbibliothek zu Berlin

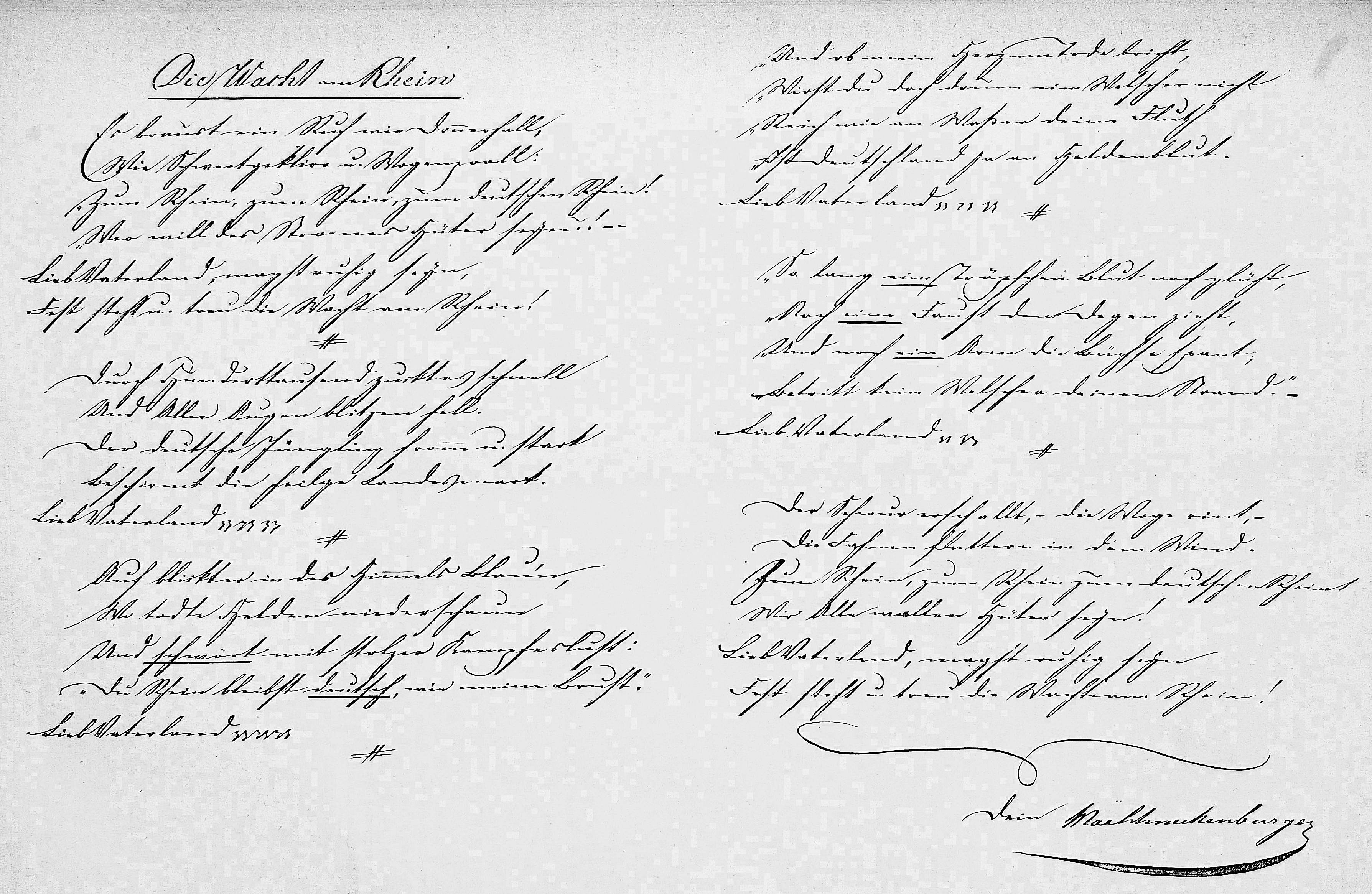
Faksimile eines Briefes mit dem Text des Liedes von Max Schneckenburger aus dem Jahr 1840, abgedruckt in der Zeitschrift Die Gartenlaube von 1870, Heft 40

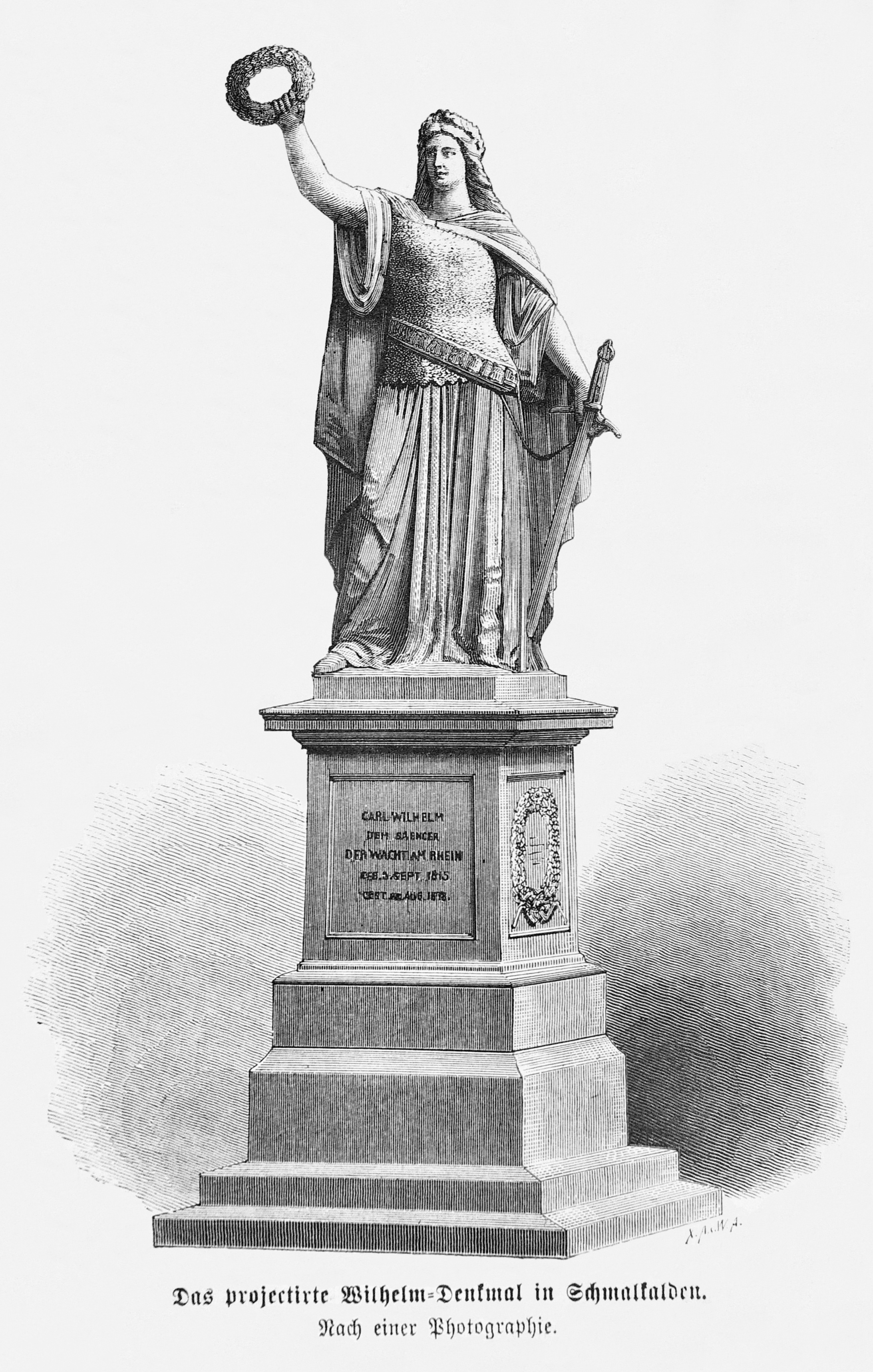
Entwurf für ein Carl-Wilhelm-Denkmal in Schmalkalden

Die Wacht am Rhein ist ein patriotisches Lied, das im Deutschen Kaiserreich ab 1871 neben Heil dir im Siegerkranz die Funktion einer inoffiziellen Nationalhymne hatte.
Der Text wurde 1840 während der Rheinkrise von Max Schneckenburger verfasst. Erst mit der im März 1854 von Carl Wilhelm komponierten Vertonung und prominenten Aufführung bei der Silberhochzeit des späteren Kaisers Wilhelm I. gewann es an Popularität, die sich 1870/71 noch steigerte. Bereits vor 1900 wurde es vielfach parodiert.

## Liedtext
Wiedergegeben wird die Fassung aus dem „schmalen, aber prächtigen Band“ Die Wacht am Rhein, das deutsche Volks- und Soldatenlied des Jahres 1870. Sie weicht von den Autografen des Textdichters in mehreren Punkten ab, teilweise als Ergebnis von Texteingriffen der Komponisten. In der Erstveröffentlichung der Komposition von Carl Wilhelm 1854 finden sich mehrere Texteingriffe durch den Redakteur Wilhelm Greef; so strich er die Strophe 4 ganz und änderte einige Formulierungen. Die Greef’sche Fassung war ebenfalls weit verbreitet, sie war unter anderem Vorlage für den Text auf dem Niederwalddenkmal.
1.

Es braust ein Ruf wie Donnerhall,

Wie Schwertgeklirr und Wogenprall:

Zum Rhein, zum Rhein, zum deutschen Rhein!

Wer will des Stromes Hüter sein?

Refrain

Lieb’ Vaterland, magst ruhig sein,

Fest steht und treu die Wacht, die Wacht am Rhein!

2.

Durch Hunderttausend zuckt es schnell,

Und Aller Augen blitzen hell,

Der deutsche Jüngling, fromm und stark, (Greef: Der Deutsche, bieder, fromm und stark,)

Beschirmt die heil’ge Landesmark.

Refrain

3.

Er blickt hinauf in Himmelsau’n,

Wo Heldengeister niederschau’n, (Greef: Wo Heldenväter niederschau’n)

Und schwört mit stolzer Kampfeslust:

„Du Rhein bleibst deutsch wie meine Brust.“

Refrain

4. (fehlt bei Greef)

„Und ob mein Herz im Tode bricht,

Wirst du doch drum ein Welscher nicht;

Reich wie an Wasser deine Flut

Ist Deutschland ja an Heldenblut.“

Refrain

5.

„Solang ein Tropfen Blut noch glüht,

Noch eine Faust den Degen zieht,

Und noch ein Arm die Büchse spannt,

Betritt kein Feind hier deinen Strand.“

Refrain

6.

Der Schwur erschallt, die Woge rinnt,

Die Fahnen flattern hoch im Wind:

Zum Rhein, zum Rhein, zum deutschen Rhein!

Wir Alle wollen Hüter sein!

Refrain
Nach Beginn des Deutsch-Französischen Kriegs fügte ein namenloser „Berliner Dichter“ eine siebte Strophe hinzu, die später auch auf Kriegspostkarten aus dem Ersten Weltkrieg verbreitet wurde:
So führe uns, Du bist bewährt;

In Gottvertrau’n greif’ zu dem Schwert,

Hoch Wilhelm! Nieder mit der Brut!

Und tilg’ die Schmach mit Feindesblut!

## Melodie
Die gängige Melodie der Wacht am Rhein wurde zuerst als Oberstimme eines vierstimmigen Satzes für Männerchor in den Männerliedern von Wilhelm Greef 1854 gedruckt. Sie stammt von dem Krefelder Chordirigenten Carl Wilhelm. Es handelt sich um ein marschartiges Stück im Viervierteltakt, das auftaktig beginnt, und zwar mit fanfarenartigen, durch Punktierung rhythmisch geschärften Dreiklangsbrechungen in der Grundtonart C-Dur. Solche fanfarenartige, punktierte Dreiklangsmelodik wird im Allgemeinen als Aufruf zur Attacke, zum Kampf gehört. Der C-Dur-Dreiklang erscheint zunächst in der Grundstellung („braust ein Ruf“), dann in der ersten Umkehrung (e-g-c, Sextakkord: „Donnerhall“). Ab der dritten Zeile („Zum Rhein“) bewegt sich die Melodie ständig im Rahmenintervall g-e der zweiten Umkehrung, also des Quartsextakkords, der klassischerweise als Spannung schaffend verstanden wird. Der Tonraum dieses Akkords wird im Sprung, dann abwärts schreitend und schließlich aufwärts schreitend ausgeschöpft, bis in der letzten Melodiezeile wieder die Grundstellung des C-Dur-Akkords erreicht wird („treu die Wacht“), nun aber wuchtig mit verlängertem Auftakt und in der oberen Oktave. Dabei wird endlich auch der Spitzenton g erreicht, während die früheren Aufstiege zu diesem Ton immer abgebrochen worden waren – ein Verfahren, das ihm die Bedeutung des endlich errungenen Siegs verleiht und das in Kampfliedern häufig ist. Der abschließende Abstieg zum Grundton in breiten Notenwerten bildet den Ausklang („Wacht am Rhein“).
Peter Schleuning bezeichnet diese Melodie als charakteristisch für eine „deutsche Reichsharmonik“. Die Spannungsaufladung mit Quartsextakkord-Melodik, die dann mit Fanfaren in der Grundstellung der Grundtonart aufgelöst wird, entspreche etwa Mustern bei Richard Strauss, ihren Prototyp bilde aber eigentlich bereits das Thema des Schlusssatzes von Beethovens 5. Sinfonie. Nur sei dies bei Beethoven erst „der Satz-Anfang einer Sinfonie, aus dem noch weiteres folgt“, während in der Wacht am Rhein nichts mehr folge; eine wirkliche textliche und musikalische Spannung gebe es hier gar nicht, der Sieg erscheine stets als gewiss, die Erlösung wirke leer. Schleuning resümiert: „Das macht also die Melodie u. a. so brauchbar: kriegerische Aggression und volkstümliche Herz-Schmerz-Terz-Innigkeit; gewaltiger spannungsgeladener Stau über dem Quartsextakkord und Erlösung in der schrecklich leeren Tonika-Fanfare“.

## Entstehung und Überlieferungsgeschichte
Textautor war der 21-jährige Max Schneckenburger, ein Württemberger, der in Burgdorf im Schweizer Kanton Bern lebte und dort Geschäftsführer einer Eisengießerei war. Schneckenburger, national gesinnt und kleindeutsch denkend, also an einer Einigung Deutschlands unter Preußens Führung und ohne Österreich interessiert, gehörte einem „Samstagskreis“ deutscher Honoratioren in Burgdorf an, wo er den Text des Liedes zum ersten Mal vorstellte. Er hatte bereits als Jugendlicher 1837 unter Pseudonym Versuche in Poesie und Prosa veröffentlicht. Im November 1840 schrieb er unter dem Eindruck der Rheinkrise und beeinflusst von Nikolaus Beckers bereits erschienenem Rheinlied das später unter dem Titel Die Wacht am Rhein bekannt gewordene Gedicht.
Die erste handschriftliche Fassung der Wacht am Rhein, die in Schneckenburgers Tagebuch erhalten ist, hieß noch Die Rheinwacht und enthielt keinen Refrain. Die Verse Lieb Vaterland magst ruhig sein / Fest steht und treu die Wacht am Rhein bildeten lediglich den Abschluss der letzten Strophe. In dieser Form trug Schneckenburger das Gedicht wohl, nach der Erinnerung des Samstagskreis-Mitglieds Karl Bernhard Hundeshagen, auf einem Treffen vor, wo es großen Erfolg hatte und umgehend von Adolf Spieß, ebenfalls einem Mitglied, zu Klavierbegleitung gesungen wurde, offenbar nach einer improvisierten und nicht erhaltenen Melodie. Die Textfassung des Tagebuchs bietet diverse alternative Lesarten; zudem gibt es zwei weitere Autographe Schneckenburgers in persönlichen Briefen, die leichte Textveränderungen zeigen.
Eine größere Veränderung am Text nahm der aus Darmstadt stammende Berner Organist Johann Jakob Mendel vor, der das Werk auf Anfrage Schneckenburgers erstmals für Männerchor vertonte. Er erzeugte aus den Schlussversen der letzten Strophe einen Refrain, der nach jeder Strophe zu wiederholen war. Dies erforderte einen neuen Text für die Verse 3 und 4 der letzten Strophe; Mendel bot mit ihnen nun eine Antwort auf die in der ersten Strophe gestellte Frage („Wer will des Stromes Hüter sein?“ … „Wir Alle wollen Hüter sein!“). Schneckenburger akzeptierte diese Veränderungen ausweislich seines Tagebuchs ausdrücklich. In dieser Form wurde das Lied im Dezember 1840 in der Berner Verlagsbuchhandlung Dalp gedruckt und öffentlich zum ersten Mal im Hause des preußischen Gesandten von Bunsen von dem Berner Musikdirektor Adolph Methfessel (Tenor) zu Gehör gebracht. Es erlangte zunächst keine große Popularität.
Der Krefelder Chordirigent Carl Wilhelm erhielt den Text 1854 und vertonte ihn neu. Am 11. Juni desselben Jahres führte er seine Komposition mit seinem Männerchor anlässlich der Silberhochzeit des Prinzen Wilhelm und späteren Kaisers Wilhelm I. auf. Für diese Vertonung sind einige Textwiederholungen im Refrain erforderlich. In der Folgezeit erlangte das Lied in dieser Vertonung über Sängerfeste eine große Beliebtheit als begeisterndes „Volkslied“, die sich im Krieg 1870/71 noch steigerte.
Das Lied bekam deswegen bei der musikalischen Siegesfeier in der Berliner Hofoper am 17. Juni 1871 eine zentrale Bedeutung zugewiesen. Dabei wurde es zum Abschluss der Feier nach dem Kaiser-Wilhelm-Marsch der Komponistin Ingeborg von Bronsart aufgeführt.

## Bedeutung und Rezeption
Das Lied entstand 1840 als unmittelbare Reaktion auf öffentliche Forderungen der französischen Regierung unter Adolphe Thiers, den Rhein wie bereits 1794 als Frankreichs Ostgrenze zu etablieren. Im Frieden von Campo Formio hatte sich Frankreich das bereits 1794 annektierte linke Rheinufer des Heiligen Römischen Reichs angeeignet. Dabei war es in der Franzosenzeit geblieben, bis der Wiener Kongress 1815 Frankreichs Grenze zum Deutschen Bunde auf den Verlauf von 1790 festlegte. Thiers zielte mithin auf die bayerische Pfalz, Rheinhessen und die (preußische) Rheinprovinz.
Das Lied thematisierte nicht nur eine abstrakte Idee, sondern außenpolitische Spannungen und handfeste Rüstungsanstrengungen. Der eigentliche Auslöser war eine Niederlage französischer Hegemoniebestrebungen im Mittelmeer in der so genannten Orientkrise. Auf diese Niederlage hin konzentrierte die französische Regierung ihre außenpolitischen Bestrebungen auf die Rheingrenze und konnte sich dabei auf starke nationalistische Stimmungen stützen.
Im Deutschen Bund wurden die bereits aufkommenden nationalistischen Bestrebungen deutlich gestärkt. Enttäuschte Frankophilie und heftige franzosenfeindliche Ausbrüche hatten sich während der Befreiungskriege ab 1813 so bei Heinrich von Kleist („Dämmt den Rhein mit ihren Leichen“) und Ernst Moritz Arndts Rechtfertigungen des Franzosenhasses literarisch Luft gemacht. Arndt hatte bereits 1813 eine einflussreiche politische Schrift Der Rhein, Teutschlands Strom, nicht aber Teutschlands Grenze veröffentlicht. Immer wieder ging es um die linksrheinischen Gebiete, symbolisiert durch den „deutschen Rhein“. Die zunächst nicht national gebundene romantische Kunst- und Literaturströmung der Rheinromantik ließ sich auch nationalistischen Ideen dienstbar machen. Zu dem Konflikt trugen auch Unterschiede im Grenzbegriff bei. Die Vorstellung natürlich determinierter Grenzen war in Frankreich schon zur Zeit Philipps des Schönen im 13. Jahrhundert Teil der Staatsräson. Im deutschen Umfeld kam der deutlich universellere Grenzbegriff des alten Reiches mit dessen Auflösung gegenüber der am französischen Vorbild orientierten Nationalbewegung ins Hintertreffen. Zu deren Begründern gehörte unter anderem Friedrich Ludwig Jahn, der sich in patriotischen Fantasien für die Etablierung eines Grenzstreifens mit natürlichen Hindernissen wie Wällen, Wäldern und Morasten zwischen dem deutschen Rheinland und Frankreich aussprach.
Zunächst waren zwei andere politische Lieder mit ähnlicher Zielrichtung weitaus erfolgreicher: Nikolaus Beckers Rheinlied („Sie sollen ihn nicht haben, den freien deutschen Rhein“) und vor allem 1841 Hoffmann von Fallerslebens Lied der Deutschen, die spätere deutsche Nationalhymne.

### Rezeption in Deutschland

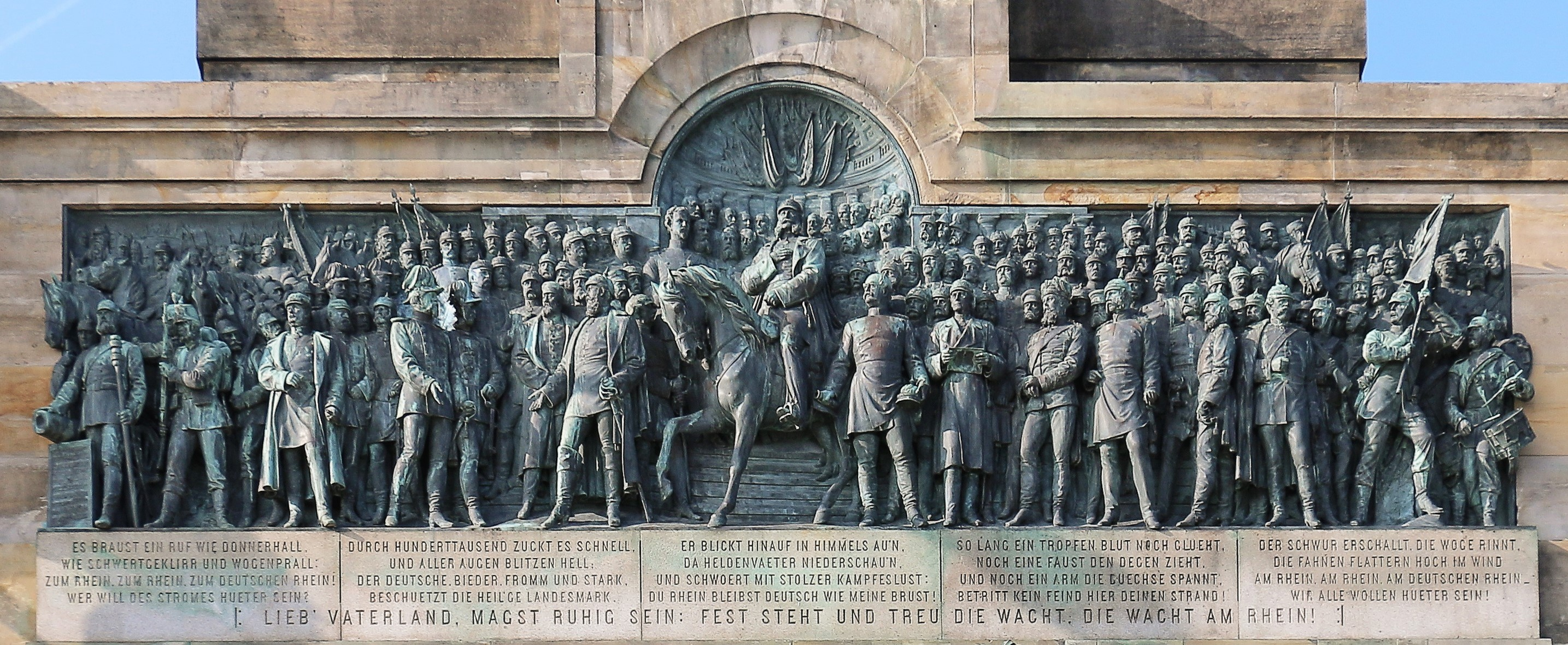
Text an der Schauseite des Niederwalddenkmals bei Rüdesheim

Das Lied galt bereits durch die Verwendung im Krieg 1870/71 als regelrecht „zersungenes“ Klischee, das heißt, durch häufiges Singen im Volk abgewandeltes Lied, und wurde bereits im Kaiserreich zum Gegenstand verschiedener Parodien. 1884 veröffentlichte Friedrich Stoltze eine solche in Frankfurter Mundart: „Wacht ihr am Rhei so viel derr wollt, In Frankfort laßt mich schlafe!“ Ludwig Thoma nahm in der Erzählung Das Volkslied einen Rechtsanwalt (sich selbst) und einen bayerischen Volksliedsammler (Kiem Pauli) auf die Schippe, der auf der Suche nach originären bayerischen Volksliedern unter anderem eine kaum verständliche bairische Version der Wacht am Rhein präsentiert bekommt.
Zu finden ist der Text des Liedes auch auf einer großen Schrifttafel an der Schauseite (Südseite) des Sockels der Germania-Monumentalstatue, bekannt auch als Niederwalddenkmal, oberhalb von Rüdesheim am Rhein. Sie bildet förmlich selbst die Wacht am Rhein. Das Denkmal erinnert an die „siegreiche Erhebung des Deutschen Volkes (gegen Frankreich im Deutsch-Französischen Krieg von 1870/1871) und die Wiederaufrichtung des Deutschen Reiches“. Der Text des Liedes ist strophenweise waagerecht nebeneinander angeordnet. Der Refrain steht einzeilig mit Wiederholungszeichen darunter. Über dem Text ist auf einem großen Bronze-Fries hoch zu Ross Kaiser Wilhelm I. abgebildet; umstanden von deutschen Fürsten und Heerführern. Bei dieser Präsentation wurde eine Strophe (die vierte) ausgelassen, zudem gab es einige Textveränderungen.
1902 erschien Clara Viebigs Roman Die Wacht am Rhein.
Zu Beginn des Zweiten Weltkrieges leitete der Großdeutsche Rundfunk die Sondermeldungen des Wehrmachtberichts durch die ersten acht Töne der Wacht am Rhein als Frankreichfanfare ein. Mit dem Überfall auf die Sowjetunion trat 1941 die Russland-Fanfare an ihre Stelle. Ende 1944 verwendete die deutsche Wehrmacht den Titel des Liedes Die Wacht am Rhein als Decknamen für ihre Ardennenoffensive.
Bis heute gibt es vor allem an der Rheinschiene und im Oberen Mittelrheintal einzelne Hotels und Gaststätten (meist mit Rheinblick), die sich Wacht am Rhein nennen. Im Jahr 1977 gehörte Die Wacht am Rhein zum Repertoire des Sängers Heino. In Schulbüchern ist die Wacht am Rhein nach wie vor zu finden, wenn auch als historisches Dokument und nicht als tatsächlich im Unterricht gesungenes Lied. Die Melodie ist manchen Deutschen noch geläufig.

### Verwendung der Melodie für andere Lieder
Die Melodie der Wacht am Rhein wurde auch für andere Lieder übernommen. Die Hymne der Dōshisha-Universität in Kyoto, Japan führt die Melodie der Wacht am Rhein mit einem englischsprachigen Text. Die Yale University verwendet die Melodie mit anderem Text unter dem Namen Bright College Years.
Im Jahr 1871 wurde eine Sonderversion des Walzers Am schönen Rhein gedenk’ ich Dein, op. 83 von Béla Kéler mit der Melodie der Wacht am Rhein veröffentlicht.
Im Jahr 1971 veröffentlichte der Sänger Udo Jürgens die Single Lieb Vaterland, eine Neuproduktion erschien 1998. Die Melodie ist im Refrain an Die Wacht am Rhein angelehnt, der Text von Eckart Hachfeld kritisiert allerdings politische und wirtschaftliche Missstände und thematisiert den Generationenkonflikt. Ohne eine Nation explizit zu benennen, ist die Kritik auf Deutschland bezogen, erkennbar an der Einleitungszeile „Lieb Vaterland, du hast nach bösen Stunden, aus dunkler Tiefe einen neuen Weg gefunden“. Im Refrain wird die Zeile „Lieb Vaterland, magst ruhig sein“ zitiert und in einen ironischen Zusammenhang gestellt. Die erste Version des Lieds war zwölf Wochen in den deutschen Musikcharts mit Platz 17 als höchster Platzierung.
Die neonazistische Band Landser hatte in ihrem Repertoire ein Lied mit dem Titel Wacht an der Spree, das an die Wacht am Rhein angelehnt war.
Im Science-Fiction-Film Iron Sky aus dem Jahre 2012 dient eine Neuvertextung des Liedes („Kameraden, wir kehren Heim!“) als „Nationalhymne“ der Mondnazis.

### Adaptionen
Das Lied wird am Ende der Oper Mademoiselle Fifi (1902–1903) von César Cui zitiert.
In den beiden Filmfassungen von Im Westen nichts Neues von 1930 und 1979 ziehen die deutschen Gymnasiasten um den Erzähler und Protagonisten Paul Bäumer mit dem Lied in die Kaserne ein.
Im Hollywoodfilm Casablanca mit Ingrid Bergman und Humphrey Bogart singt eine Gruppe deutscher Offiziere in Rick’s Café Américain in deutscher Sprache die Wacht am Rhein (statt des ursprünglich geplanten Horst-Wessel-Liedes). Der aus der Tschechoslowakei geflohene Widerstandskämpfer Victor László empfindet dies als Provokation und begegnet dem dadurch, dass er die Marseillaise anstimmen lässt. Die zahlreichen anwesenden Emigranten stimmen mit ein und übertönen dadurch die deutschen Soldaten.
Ein Stück von Lillian Hellman und ein von John Ringo verfasster Science-Fiction-Roman benutzen den Titel ebenfalls in englischer Übersetzung.
Im US-Kriegs/Fliegerfilm The Blue Max (Der blaue Max) aus dem Jahr 1966 mit George Peppard und Ursula Andress verwendete Komponist Jerry Goldsmith neben seinen eigenen Kompositionen und traditionellen deutschen Märschen auch „Watch on the Rhine“.
In Rainer Werner Fassbinders Verfilmung des Romans Berlin Alexanderplatz singt Franz Biberkopf, gespielt von Günter Lamprecht, die Wacht am Rhein während einer gewalttätigen Auseinandersetzung mit Rotfrontkämpfern, die ihn vom Verkaufen des Völkischen Beobachters abhalten wollen.
In Berengar Pfahls Spielfilm Die Männer der Emden stimmen die einfachen Matrosen immer wieder begeistert die Wacht am Rhein an.
In der letzten Folge der Fernsehserie Nesthäkchen (1983) wird das Lied von Matrosen auf Amrum angestimmt.
Bei In Extremo heißt es: „Lieb Vaterland, magst ruhig sein,/ ein jeder stirbt für sich allein.“

### Phrasen und Sprichwörter
„Einen Ruf wie Donnerhall haben“ wird auch als eher persiflierende Wendung für eine größere Bekanntheit verwendet.
Jemandem „die Wacht (am Rhein) ansagen“: Diese heute vornehmlich nur noch von älteren Menschen benutzte Redewendung bedeutet, jemandem eine eindringliche Warnung auszusprechen bzw. ein Ultimatum zu setzen.

## Erstdrucke

### Mendelsche Vertonung
Die Wacht am Rhein von M. Sch., für den Männerchor componirt von J. Mendel, Organist und Gesanglehrer in Bern. Bern, Chur und Leipzig, Verlag und Eigenthum von J. F. J. Dalp. [1840].

### Wilhelmsche Vertonung
Wilhelm Greef (Hrsg.): Männerlieder, alte und neue, für Freunde des mehrstimmigen Männergesanges. Heft 9, Baedeker, Essen 1854. Darin ist die Wacht am Rhein die Nr. 2.